# Rhaeticosaurus
Rhaeticosaurus mertensi is een lid van de Plesiosauria dat tijdens het late Trias leefde in het gebied van het huidige Duitsland. Het is een van de oudste bekende plesiosauriërs.

## Vondst en naamgeving
In 2013 vond amateurpaleontoloog Michael Mertens in leemput numero 3 van de baksteenfabriek Lücking, een kilometer ten noorden van Bonenburg nabij Warburg het skelet van een kleine plesiosauriër. Het werd geprepareerd door Naeem Ali van het Landschaftsverband Westfalen-Lippe-Museum für Naturkunde te Münster.
In 2017 werd de typesoort Rhaeticosaurus mertensi benoemd en beschreven door Tanja Wintrich, Shoji Hayashi, Alexandra Houssaye, Yasuhisa Nakajima en Paul Martin Sander. De geslachtsnaam verwijst naar de opmerkelijke geologische ouderdom uit het Rhaetien; Rhaeticosaurus was in 2017 de eerste eenduidige plesiosauriër die uit het Trias bekend was. De soortaanduiding eert Mertens als ontdekker.
Het holotype, LWL-MFN P 64047, is gevonden in een laag moddersteen van de Exterformatie die dateert uit het Rhaetien, zoals blijkt uit het feit dat het gesteente zich eenentwintig meter onder de grens met de Jura bevindt en drieënhalve meter onder een beenderbed met een fauna die alleen uit het Rhaetien bekend is. Het bestaat uit een gedeeltelijk skelet met schedel. Bewaard zijn gebleven: het achterhoofd, de onderkaken, de wervelkolom, de schoudergordel, het bekken en de vinnen van de linkerzijde. Het gaat om een jongvolwassen dier.

## Beschrijving
De lengte van Rhaeticosaurus is geschat op 235 centimeter.
De beschrijvers stelden verschillende onderscheidende kenmerken vast. Twee daarvan zijn autapomorfieën, unieke afgeleide eigenschappen. Bij de voorste en middelste halswervels heeft de V-vormige beennaad tussen wervelboog en en wervellichaam onderaan holle zijden terwijl de punt van de V bijna de onderkant van het wervelcentrum raakt; bij andere plesiosauriërs zijn de zijden recht en reikt de punt niet verder dan het midden van het wervellichaam. De zeugopodia, dus de hoofdbeenderen van de onderarmen en onderbenen, zijn sterk verkort, zodanig dat het opperarmbeen 3,8 maal langer is dan het spaakbeen en het dijbeen 4,3 maal langer dan het scheenbeen. Dat draagt overigens bij aan een relatief korte algehele lengte van de vinnen die hierin sterk afwijken van de vaak enorme flippers van andere plesiosauriërs.
Daarnaast is er een reeks van tien niet unieke maar in combinatie diagnostische synapomorfieën. Het retroarticulair uitsteeksel van de onderkaak, de hefboom die de muil opent, is schuin naar beneden gericht. Het retroarticulair uitsteeksel is iets naar binnen gericht. Het spleniale raakt de symfyse van de onderkaken niet. Het angulare is kort en beslaat minder dan de helft van de onderkaaklengte. Het tandglazuur toont lengterichels. De nek is meer dan een vijfde langer dan de romp. De gepaarde gewrichtsuitsteeksels van de halswervels zijn samen duidelijk minder breed dan het wervellichaam. Bij de voorste en middelste staartwervels zijn de ribben hoog geplaatst maar de wervelboog maakt geen deel uit van het ribfacet. De voorrand van het opperarmbeen heeft een scherpe lengterichel. Het scheenbeen is breder dan het kuitbeen.
In het algemeen is de bouw opvallend afgeleid voor zo'n vroege vorm met een verstijfde wervelkolom, korte staart en vinnen die echte hydrofoils zijn, dus "vleugels" om onder water te "vliegen". Veel botjes in de vinnen zijn weliswaar nog afgerond zodat hun stijfheid beperkt is maar dat geldt voor alle vroege plesiosauriërs.

## Fylogenie
Rhaeticosaurus werd basaal in de Pliosauridae geplaatst. Dat hij überhaupt een pliosauride geacht werd, is opmerkelijk en bevestigt het vermoeden dat die groep zich al in het Trias moet hebben afgesplitst.

## Levenswijze
Rhaeticosaurus at vermoedelijk kleine vissen of inktvissen die hij verraste door met zijn lange nek plots op te duiken. De kleine vinnen sluiten vrijwel uit dat hij een snelle achtervolgingsjager was van grotere prooien.
Van plesiosauriërs werd al lang vermoed dat ze warmbloedig waren. Bij Rhaeticosaurus is dit bevestigd door histologisch onderzoek naar de botstructuur die wees op een snelle groei.